# Cinnyris oustaleti
El suimanga de Oustalet (Cinnyris oustaleti) es una especie de ave paseriforme de la familia Nectariniidae propia de África central.

## Distribución
Se encuentra diseminado por las sabanas y zonas de matorral de Angola, Malawi, Tanzania y Zambia.